# 梁国贞
梁国贞（1949年—），汉族，中华人民共和国政治人物、第十一届全国政协委员。
担任贞观陶瓷企业有限公司董事长。2008年，当选第十一届全国政协委员，代表特邀香港人士，分入第五十二组。

## 家庭
梁國貞的父親是中國廣東省前稅務局副局長李錫洪；前香港艷星狄娜是她的親姊姊。